# 佩斯科彭纳塔罗
佩斯科彭纳塔罗（義大利語：Pescopennataro），是意大利伊塞尔尼亚省的一个市镇。总面积18平方公里，人口316人，人口密度17.6人/平方公里（2009年）。ISTAT代码为094033。